# Ошупе (Мадонский край)
О́шупе (латыш. Ošupe) — населённый пункт в Мадонском крае Латвии. Входит в состав Ошупской волости. Расстояние до волостного центра Дегумниеки составляет примерно 6,5 км, расстояние до города Мадона — около 50 км. По данным на 2017 год, в населённом пункте проживало 102 человека. Есть магазин.

## История
В советское время населённый пункт был центром Ошупского сельсовета Мадонского района. В селе располагалась центральная усадьба совхоза «Айвиексте».